# Mặt trận Polisario
Mặt trận Polisario (Polisario Front, Frente Polisario, FRELISARIO hay POLISARIO), viết tắt từ tên tiếng Tây Ban Nha Frente Popular de Liberación de Saguía el Hamra y Río de Oro (Mặt trận Bình dân Giải phóng Saguia el-Hamra và Río de Oro, tiếng Ả Rập: الجبهة الشعبية لتحرير ساقية الحمراء و وادي الذهب Al-Jabhat Al-Sha'abiyah Li-Tahrir Saqiya Al-Hamra'a wa Wadi Al-Dhahab, tiếng Pháp: Front populaire de Libération de la Seguia el Hamra et de la Rivière d'or), là phong trào giải phóng dân tộc của người Sahrawi (thuộc Sahara) nổi lên nhằm giành quyền kiểm soát Tây Sahara, từng do Tây Ban Nha, Mauritania kiểm soát và Tính đến  năm 2021 nằm dưới sự cai trị của Maroc. Nó là một thành viên tham vấn của Quốc tế Xã hội Chủ nghĩa.
Liên Hợp Quốc xem Mặt trận Polisario là đại diện hợp pháp của người Sahrawi và cho rằng họ có quyền tự quyết. Mặt trận Polisario nằm ngoài vòng pháp luật ở các vùng Tây Sahara đặt dưới sự kiểm soát của Maroc, và việc treo cờ đảng của mình (thường được gọi là cờ Sahrawi) ở đó là bất hợp pháp.